# Vlag van Massachusetts
De vlag van Massachusetts, die bestaat uit een wit veld met daarop het wapen van de staat, is samen met het zegel van Massachusetts het belangrijkste symbool van Massachusetts, een staat van de Verenigde Staten.
Het wapen toont naast een witte ster een Algonquinindiaan met pijl-en-boog; de pijl is als symbool van vrede naar beneden gericht. Onder het wapen is een blauw lint afgebeeld, als verwijzing naar de Blue Hills. Op dit lint staat het motto van de staat: Ense Petit Placidam, Sub Libertate Quietem ("Met behulp van het zwaard zoeken we vrede, maar vrede alleen onder vrijheid").
De vlag is in gebruik sinds de Amerikaanse Onafhankelijkheidsoorlog, maar werd pas op 18 maart 1908 officieel aangenomen.
De vlag van de gouverneur van Massachusetts is dezelfde als de vlag van de staat, behalve dat hij driehoekig is.
Tussen 1908 en 1971 toonde de achterzijde van deze vlag een blauw schild met een groene pinus (eveneens op een wit veld). De pinus is het symbool van New England.

Achterkant van de vlag (1908-1971)

Massachusetts is samen met Maine de enige Amerikaanse staat met een eigen handelsvlag. Deze bevat een groene pinus op een wit veld. Officieel is deze vlag sinds april 1776 ook in gebruik als marinevlag van de Massachusetts State Navy, ondanks dat deze marine ondertussen al ontbonden is.
In april 1776 nam de marine van de staat Massachusetts als marinevlag een wit veld aan met daarop een groene pinus en het motto "An Appeal to Heaven". In 1971 werd het motto verwijderd en werd de vlag "de marine- en maritieme vlag van het Gemenebest".
| Vexillologisch symbool | In de jaren 2020 dook deze vlag weer op als strijdvlag van de Trumpisten. Zo werd ze meegedragen bij de Bestorming van het Amerikaanse Capitool in 2021 en plantte de conservatieve opperrechter Samuel Alito er een in zijn tuin. |